# Komika förlag
Komika förlag var ett svenskt serieförlag. Det kom våren 2006 ut med sina första utgåvor och lades ner i början av 2010. Bolaget drevs av Mikke Schirén (även grundare av Seriewikin). Man satsade inledningsvis främst på översättningar från den franskspråkiga serievärlden men gav senare mestadels ut originalsvenska albumutgåvor. 2014 presenterades planerna på ett mindre förlag med relaterat namn – Komika digital.

## Historik

### Bakgrund
Entreprenören och webbutvecklaren Mikke Schirén grundade 2005 flera serierelaterade aktiviteter. Under sommaren startades Seriewikin, det idag största uppslagsverket om tecknade serier på svenska. Under året startades också Komika Magasin, ett forum för serienyheter och kritik som till att börja med distribuerades via pdf och från och med 2006 publicerades som en webbtidning.
Därefter började Komika förlag sin verksamhet. Redan juni 2005 lockade det nystartade förlaget med möjligheten till en eller två nya serietidningar – Komtopia med europeiska vuxenserier och Chill med skräckserier. Tidningsstart i början av 2006 skulle det bli under förutsättning att minst tusen personer tecknade intresse för någon av tidningarna. Ingen av tidningsplanerna kom dock att förverkligas.

### De första åren
Istället började Komika sin utgivning våren 2006 som ett albumförlag. Förlagets första utgåvor kom april 2006, och under året publicerades totalt tio utgåvor – en blandning av svenska originalutgåvor och franskspråkiga serieöversättningar. Först var idén att Komika bara skulle ge ut fransk-belgiska serier. Men efter att Optimal Press fick ekonomiska problem och under ett års tid (2006) helt upphörde med albumutgivning, beslutade Schirén att även satsa svenskt (bland annat med flera av Optimals återkommande serieskapare) – även om han var väl medveten om den osäkra ekonomiska bärkraften för originalsvenska seriealbum.

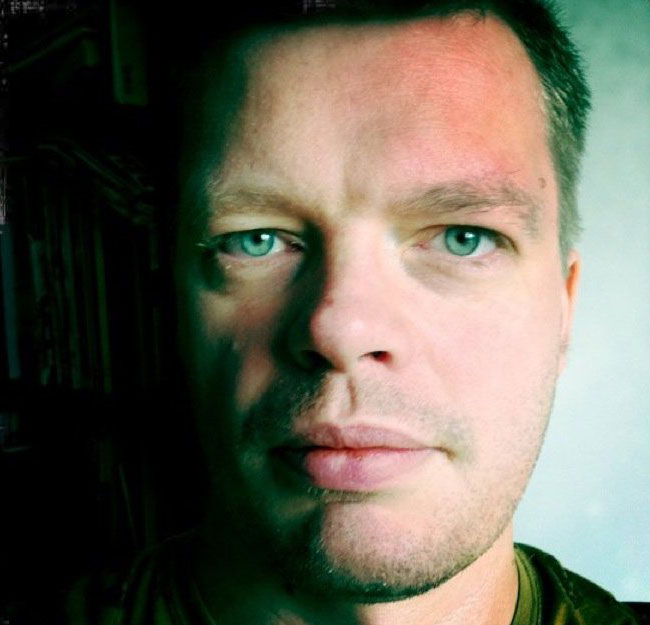
Förläggaren Mikke Schirén.

Utgivningstakten av seriealbum på Komika fortsatte även 2007 på ungefär samma nivå men sjönk sedan, parallellt med att förlaget startade olika tidnings- och minialbumprojekt. Bland de svenska serieskaparna syntes Li Österberg, Mats Källblad och Max Gustafson, och listan på översatta namn innehåll bland annat Lewis Trondheim, Joann Sfar och Yves Chaland.

### Många olika projekt
Vid sidan av Komika Magasin lanserade/planerade förläggaren flera andra publikationer. Under 2006 kom fyra nummer av minialbumserien (= A6-format) Fasil, och 2007–08 kom en liknande svit av små album – Komika minialbum, också den i sammanlagt fyra nummer i A6-format. Våren 2009 kom det enda numret av serietidningen Kackerlacka; numret innehöll serier av Malin Biller, Nickan Jonasson, Per Teljer och Li Österberg, och tidningen hade Nickan Jonasson som redaktör.
Under flera års tid hade Komika en ständigt föränderlig flora av utgivningsprojekt, något som fick branschmänniskor att jämföra förläggaren Schirén med Horst Schröder och hans Epix ett par årtionden tidigare. Förutom ovannämnda publikationer och projekt planerades bland annat en tidskrift om animation[källa behövs] och serietidningen Fasil Grande – en större variant av minitidningen Fasil. I slutet av 2009 blev Schirén/Komika medutgivare av seriebokklubben på Serieklubben.com, tillsammans med Jonas Anderson på då tämligen nystartade Albumförlaget.

### Nedläggning och fortsättningar
Våren 2010 lades Komika förlag något oväntat ned. Förläggaren Schirén sa sig dock vara intresserad av att fortsätta serieutgivning, genom det kommande Standard förlag. Flera av de då förlagslösa svenska serieskaparna togs över av Optimal Press; det gällde bland annat Malin Biller och Mats Källblad.
Standard förlag presenterade sig dock först april 2014. Redan en månad senare offentliggjorde Schirén planerna på ett kommande Komika digital. Det nya förlaget ska endast distribuera sig digitalt samt via print on demand ("beställningstryck"), för att undvika det som blev enligt Schirén blev Komika förlags fall – ett stort osålt lager.  Bland annat förbereddes en översättning av Lille Nemo i Drömrike.
Våren 2015 startade Mikke Schirén, genom sitt nya Standard förlag, serietidskriften Sekvenser. Den liknar till innehållet Komika Magazin och kom ut med sitt första nummer i slutet av april 2015. Fler nummer planerades från hösten 2015. En del av de publicerade artiklarna har även funnits att läsa på Internet.

## Utgivning

### Seriealbum
2006
- Trondheim, Lewis; Sfar Joann, Olofsdotter Karin. Donjon. D. 1, Ankhjärta. ISBN 91-975919-0-4
- Trondheim, Lewis. Flugan. ISBN 91-975919-3-9
- Jonasson, Nickan. De dödas gryning. Karl & Conny. ISBN 91-975919-2-0
- Fredriksson, Maria. Mia. [1], Bilbesiktning - och andra serier. ISBN 91-976429-0-8
- Trondheim, Lewis; Sfar Joann, Olofsdotter Karin. Donjon. D. 2, Slagsmålskungen. ISBN 91-975919-7-1
- Chaland, Yves; Broberg Elin. Kartagos komet ; + Godefroid de Bouillons testamente. Freddy Lombard ; 1. ISBN 91-975919-1-2
- Rochling, Patrik; Österberg Li. Skaparens folk. ISBN 91-975919-4-7
- Brønserud, Anders. Otto jacta est. ISBN 978-91-977079-5-4
- Trondheim, Lewis; Schirén Mikke. Herr I. ISBN 978-91-975919-9-7
- Trondheim, Lewis; Schirén Mikke. Herr O. ISBN 978-91-976429-9-6

2007
- Gustafson, Max. Doglas. ISBN 978-91-977079-1-6
- Olsson, Sofia. Ända hit: ett seriereportage. ISBN 9789197642972
- Mani, Jamil. Tio fingrar lång. ISBN 978-91-976429-8-9
- Jönsson, Jimmy. Sibiu. ISBN 978-91-976429-6-5
- Vähämäki, Amanda; Kolehmainen Kristiina. Bullefältet. Stockholm: Kulturhuset-Serieteket. ISBN 978-91-976429-5-8[källa behövs]
- Trondheim, Lewis; Olofsdotter Karin. Slalom. Kaninos fantastiska äventyr. ISBN 978-91-975919-8-0
- Källblad, Mats. Det stora snöovädret. Vimmelgrind ; 3. ISBN 978-91-976429-1-0
- Ulf K.. Hieronymus B.: 1997-2007. ISBN 9789197707909
- Jonasson, Nickan. Smakfascisten. ISBN 978-91-977079-2-3

2008
- Bocquet, José-Louis; Fromental Jean-Luc, Barthélémy Stanislas, Demille Madeleine, Wahlberg Björn. Hergés äventyr. ISBN 978-91-975919-5-9
- Källblad, Mats. Sture Stelben: irrfärder. ISBN 9789197707961
- Rochling, Patrik; Österberg Li. Pusselbitar. ISBN 9789186190019
- Österberg, Li. Det är inte så här det ska vara. ISBN 978-91-976429-2-7

2009
- Dorgathen, Hendrik. Space dog. ISBN 978-91-86190-03-3
- Liljemark, David. Äppelkindat bus: ungdomsserier (och en del nytt). ISBN 978-91-977079-3-0
- Widén, Maria. Mia. [2], Queen of karate. ISBN 978-91-977079-7-8

### Tidningar
- Fasil
- Komikas minialbum
- Kackerlacka

### Webbtidningar
- Komika Magasin (2005–10)